# Adelsheim

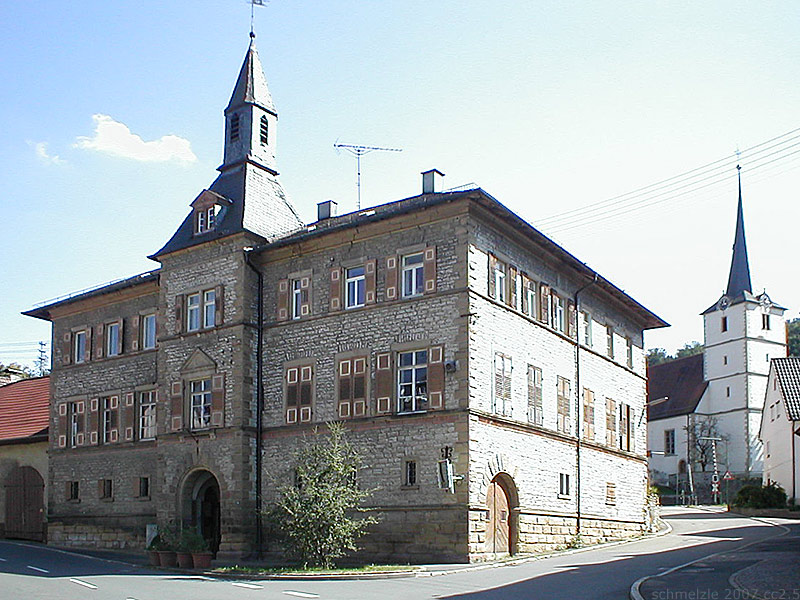
Ayuntamiento de la ciudad.

Adelsheim (pronunciación en alemán: /ˈaːdl̩sˌhaɪ̯m/ⓘ) es una pequeña población alemana del estado federado de Baden-Wurtemberg. Se localiza a 30 km al norte de la ciudad de Heilbronn. El nombre de esta localidad fue mencionado por primera vez en el año 779 como «Adaloltesheim».
Alberga las localidades de Sennfeld, Leibensstadt, Wemmershof y Hergenstadt.